# Delphinium roylei
Delphinium roylei là một loài thực vật có hoa trong họ Mao lương. Loài này được Munz mô tả khoa học đầu tiên năm 1967.